# Altopiano di Goias

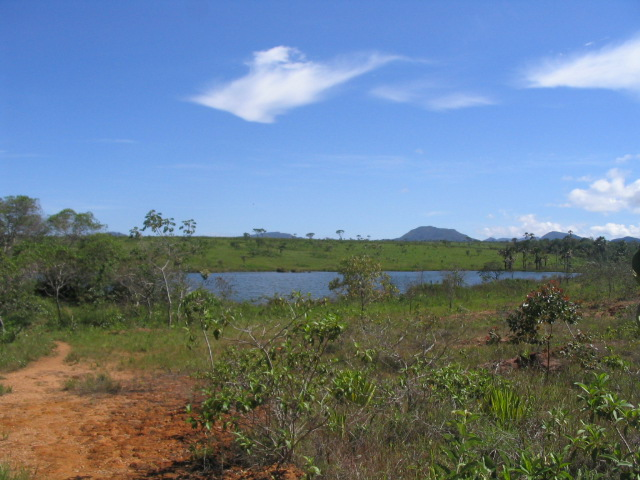
Il lago di Bona Espero (altopiano di Goias)

L'altopiano di Goias o Brasilia è un altopiano del Brasile.
Ha una superficie complessiva di 3.000.000 di km² e un'altezza massima di 600 m s.l.m. Si trova racchiuso fra la costa atlantica, il Rio delle Amazzoni, il bacino idrografico dei fiumi Paraguay e Paraná e il Madeira. È caratterizzato da una struttura generale a terrazze, profonde valli (formate da affluenti del Rio delle Amazzoni) e modeste alture di recente origine sedimentaria. 
Nell'altopiano si trova la città di Brasilia, capitale del Brasile dal 1960.